# M 102 (галактика)
Messier 102 (англ. M 102, рус. Мессье 102) — объект из каталога Мессье, не имеющий однозначной интерпретации. Был описан Пьером Мешеном в 1781 году, впервые появился во втором издании каталога. В дальнейшем существование этого объекта не подтверждено, и пункт 102 каталога считается «пустым» (ошибочным).
Существуют две основные версии возникновения этой ошибки:
- Сам Мешен считал объект M 102 повторным наблюдением открытой им же незадолго до этого туманности M 101[1].

- В настоящее время считается наиболее вероятным, что Мешен наблюдал галактику NGC 5866, однако из-за ошибочно маркированной астрономической карты допустил ошибку в 5° при определении прямого восхождения[2].

## История вопроса

Галактика M 101. Современный снимок с телескопа «Хаббл»

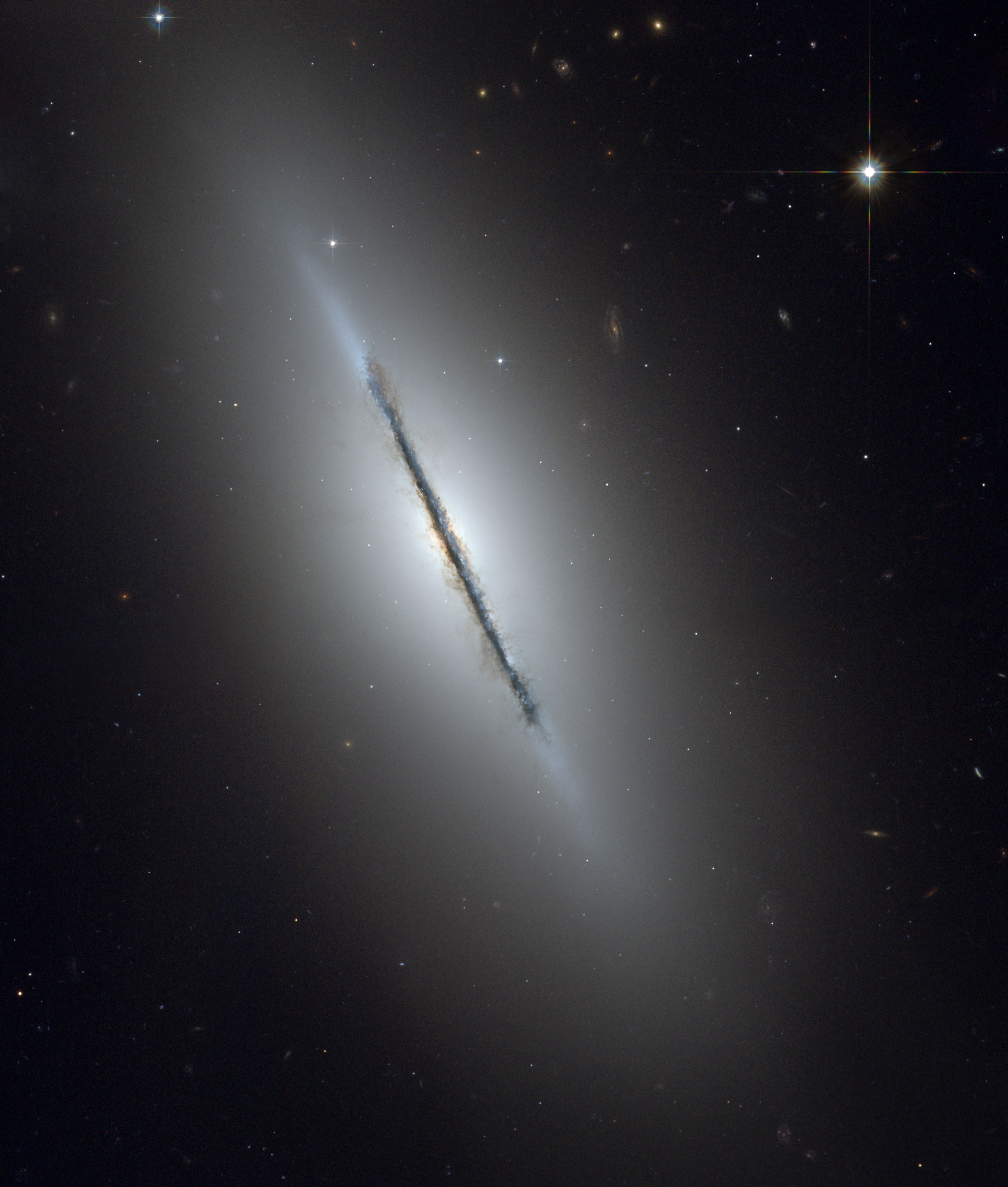
Галактика NGC 5866. Современный снимок с телескопа «Хаббл»

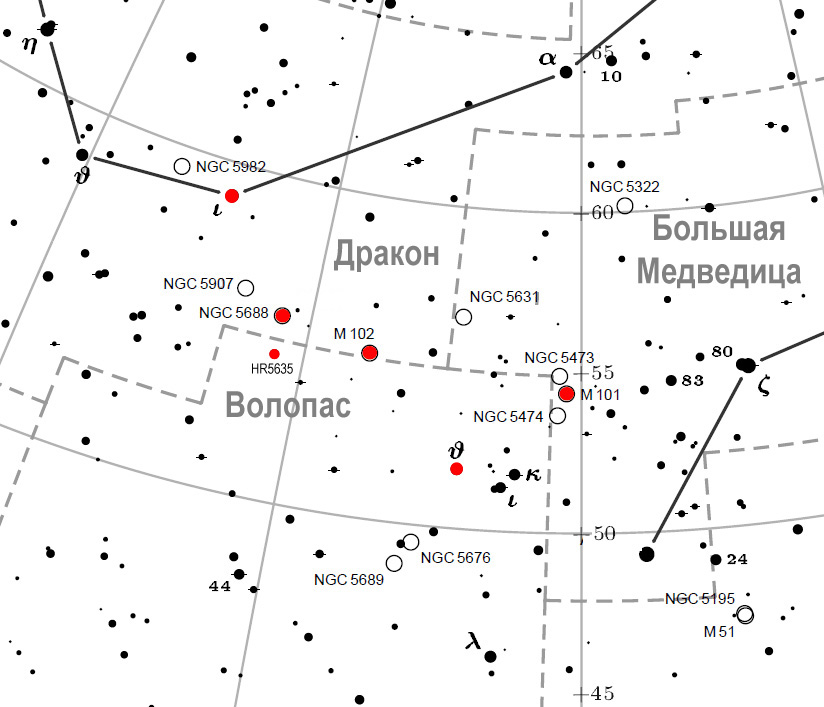
Окрестность звёзд θ Волопаса и ι Дракона, где Мешен наблюдал объект, обозначенный им как M 102

Оптические приборы конца XVIII века не давали возможность обнаружить подробности звёздной структуры галактик, а отсутствие фотокамер, которые стали широко применяться только в XIX веке, не позволяло однозначно зафиксировать объект наблюдений. Галактики выглядели в телескопах как слабые бесструктурные туманные объекты, трудно отличимые друг от друга. Всё это, а также крайне грубые средства для определения координат небесных объектов приводили к большому количеству ошибок в астрономических каталогах.
На общем фоне астрономических каталогов того времени каталог Мессье отличался исключительной точностью. Из более чем ста объектов только один (M 102) внесён туда ошибочно и ещё три (M 47, M 48 и M 91) имели существенные ошибки при определении координат.
История появления объекта M 102 началась весной 1781 года, когда Мессье и его сотрудник Мешен начали работу по выявлению небесных объектов, не вошедших в первое издание каталога. К 13 апрелю 1781 года были сверены координаты 100 туманностей и звёздных скоплений. В этот же день Мессье занёс в каталог ещё три объекта под номерами 101, 102 и 103, незадолго до этого открытые Мешеном. Поскольку подходил к концу установленный издателем срок подачи рукописи (каталог публиковался во французском ежегоднике «Connoissance des temps»), координаты последних двух объектов не были тщательно проверены. Поэтому в печатном издании объекты M 102 и M 103 сопровождались лишь кратким описанием без указания координат.
Описание объекта M 102 выглядело так:

Очень слабая туманность между ο Волопаса и ι Дракона; рядом находится звезда 6-й величины.

Nebula between the stars Omicron Bootis and Iota Draconis: it is very faint, near it is a star of 6th magnitude.

Несмотря на то, что для объекта M 103 координаты также не были указаны, а координаты M 101 были даны с ошибкой в 3°, проблем с идентификацией этих объектов не возникло. Идентифицировать же объект M 102 в дальнейших наблюдениях не удалось.
Через два года после публикации каталога Мешен объявил, что открытие M 102 было ошибкой, повторным наблюдением галактики M 101 в результате неточного определения её координат. 6 мая 1783 года он написал об этом в письме Бернулли, которое было затем дважды опубликовано — в небольшой статье на французском языке в малотиражном издании «Мемуары Берлинской академии» в 1783 году

и бо́льшим тиражом в немецком переводе в Астрономическом ежегоднике 1786 г.
 Однако ни в ежегоднике «Connoissance des temps», где был опубликован каталог (с 1785 по 1792 год Мессье был его главным редактором), ни в изданиях Парижской Академии Наук опровержение не было дано, поэтому факт ошибки не был широко известен.
Долгое время эта интерпретация событий не подвергалась сомнению, однако в настоящее время отождествление наблюдения M 102 с M 101 не считается бесспорным ввиду значительных различий в их описаниях.
Вот как описывается в каталоге Мессье галактика M 101:

27 марта 1781 г. № 101. 13h 43m 28s, +55° 24' 25". Туманность без звёзд, очень размытая и достаточно большая, от 6' до 7' в диаметре, между левой рукой Волопаса и хвостом Большой Медведицы. Плохо различима при включённой координатной сетке.
March 27, 1781. 101. 13h 43m 28s, +55deg 24' 25". Diam. 7'. Nebula without stars, very obscure and pretty large, between 6' and 7' in diameter, between the left hand of Bootes and the tail of Ursa Major. Difficult to distinguish when graticule lit.

В 1844 году Уильям Смит (William Smyth) предположил, что объектом M 102 могла быть одна из галактик группы NGC 5866, расположенной в 3° к юго-западу от ι Дракона. Группа содержит галактику NGC 5866 с яркостью 9.9 m (наиболее вероятный кандидат на роль M 102), а также несколько других галактик сравнимой яркости: NGC 5907 (10.4 m), NGC 5879 (11.6 m), NGC 5905 (11.7 m), NGC 5908 (11.8 m) и др. Примерно в 1° от NGC 5866 находится звезда HR 5635 яркостью 5.25 m, что примерно соответствует звезде 6-й величины в описании Мешена. В ближайшей окрестности M 101 такой звезды нет.
Галактика NGC 5866 впервые была отождествлена с M 102 в 1917 году Фламмарионом, который изучил экземпляр каталога с пометками Мессье и его личные записи.

В качестве ещё одного аргумента в пользу такого отождествления следует считать координаты предполагаемого объекта M 102 и галактики NGC 5866, приведённые в таблице.
| Объект   | Эпоха  | Координаты      | Примечания                                                      |
| -------- | ------ | --------------- | --------------------------------------------------------------- |
| M 102    | 1781.0 | 14h40 +56°      | Указаны в пометках на принадлежавшем Мессье экземпляре каталога |
| M 102    | 2000.0 | 14h46.5 +55.1°  | Пересчёт координат в эпоху 2000.0                               |
| NGC 5866 | 2000.0 | 15h06.5, +55.7° | Современные координаты                                          |

Как следует из таблицы, разница между предполагаемыми координатами M 102 и реальными координатами NGC 5866 составляют точно 5° (20 минут) по прямому восхождению при практическом совпадении склонений. Поскольку Мешен пользовался астрономическими картами с шагом координатной сетки 5°, возможно имела место ошибка при считывании координаты или ошибочная маркировка координатной сетки на карте. Аналогичная ошибка в 5° была сделана, например, для склонения объекта M 48.